# Juan José Santamaría
Juan José Santamaría Rodríguez (Bilbao, Vizcaya, 22 de mayo de 1947), también conocido como Juanjo Santamaría, es un exfutbolista español. Jugaba de portero.

## Trayectoria
Santamaría se formó en la cantera del Athletic Club. En 1964 formó parte del primer Bilbao Athletic de la historia, compartiendo el puesto de guardameta con Juan Antonio Deusto. En 1965 también se proclamó campeón de la Copa del Rey Juvenil, donde fue titular. Juan José disputó 145 encuentros con el filial durante siete temporadas, sin poder dar el salto al Athletic Club debido a la presencia de José Angel Iribar.
En 1971 firmó por el Racing de Santander, donde fue titular indiscutible durante cinco temporadas en las que estuvo a punto de alcanzar los doscientos partidos oficiales. Con el equipo cántabro marcó un tanto de penalti en el encuentro de Liga ante el Atlético de Madrid el 14 de marzo de 1976. Este gol le permitió convertirse en el primer portero en marcar en Primera División.
En 1976 fichó por el Cádiz CF, donde fue perdiendo presencia con el paso de las temporadas. Se retiró en las filas del Barakaldo CF en 1981.

## Clubes
| Club                | País   | Temporada   |
| ------------------- | ------ | ----------- |
| Bilbao Athletic     | España | 1964 - 1971 |
| Racing de Santander | España | 1971 - 1976 |
| Cádiz CF            | España | 1976 - 1980 |
| Barakaldo CF        | España | 1980 - 1981 |